# Rapala tomokoae
Rapala tomokoae är en fjärilsart som beskrevs av Hayashi, Schroder och Colin G.Treadaway 1978. Rapala tomokoae ingår i släktet Rapala och familjen juvelvingar. Inga underarter finns listade.

## Bildgalleri

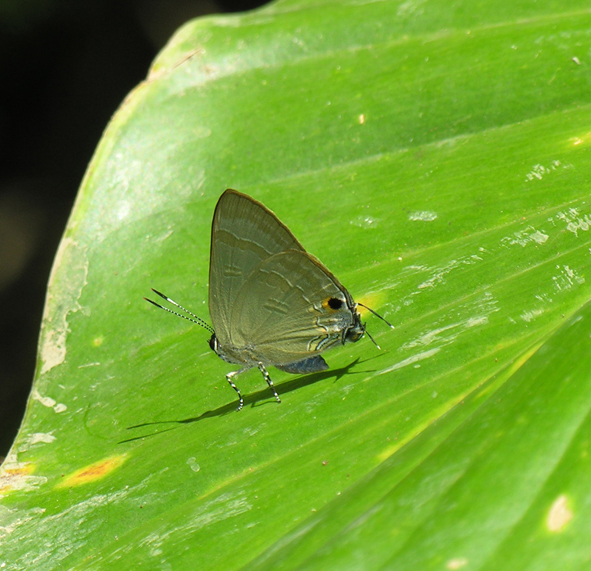
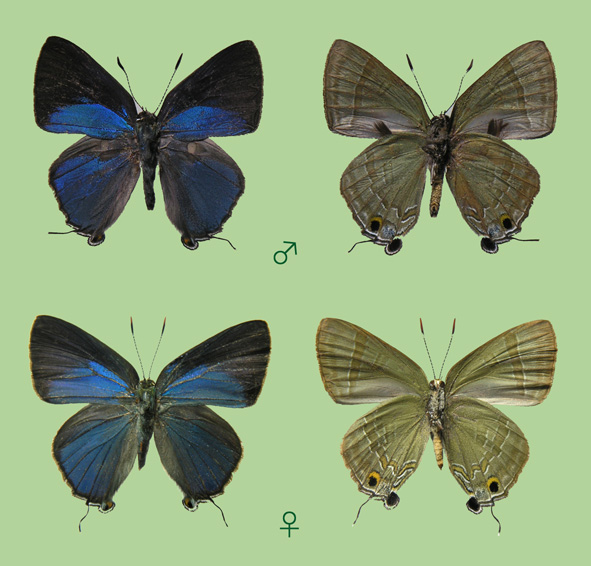
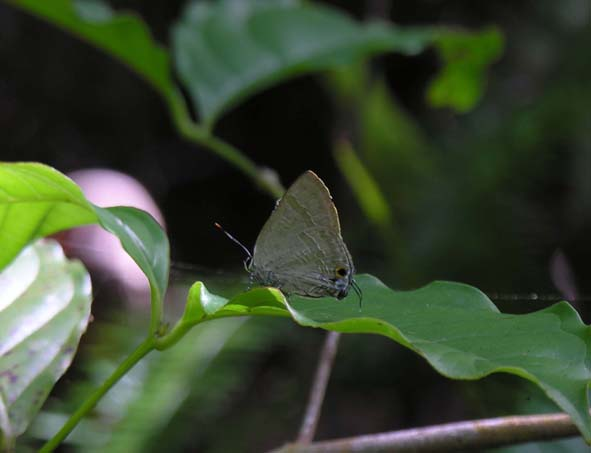
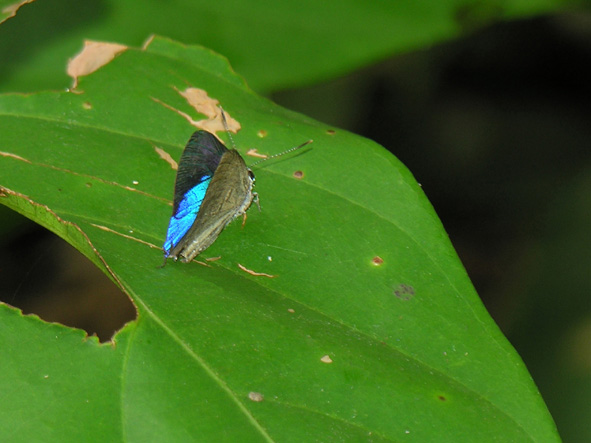